# سوپ سیب
سوپ سیب سوپی است که با استفاده از سیب به عنوان ماده اولیه تهیه می‌شود. سیب‌ها را می‌توان پوره، برش یا آب‌پز کرد و به‌طور کامل استفاده کرد. از پیاز، هویج، شقاقل و کدو تنبل در برخی از آماده‌سازی‌ها استفاده می‌شود. برخی از دستور العمل‌ها از آب مرغ یا سبزیجات یا آب گوشت استفاده می‌کنند، در حالی که برخی دیگر از آب یا سیب استفاده می‌کنند. طبق ذائقه می‌توان مواد دیگری مانند دارچین، آب لیمو، شکر، زنجبیل، پودر کاری، نمک و فلفل را اضافه کرد. گاهی به عنوان پیش غذا سرو می‌شود.
همان‌طور که در اوایل دهه ۱۹۰۰ در ایالات متحده اتفاق افتاد، سوپ سیب به عنوان یک غذا برای غذا دادن به بیماران استفاده می‌شد.

## آلبوم عکس

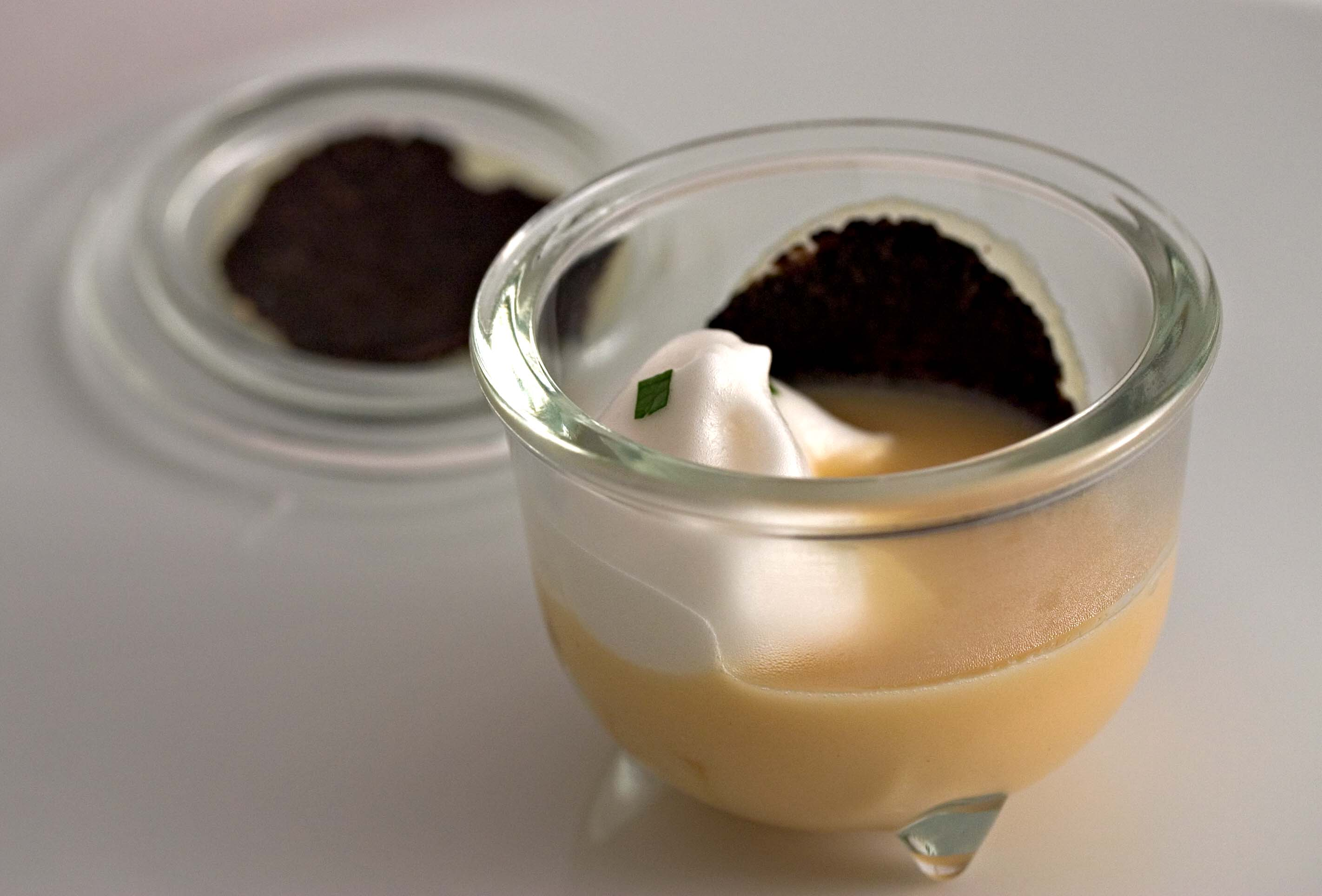
سوپ سیب با ترافل
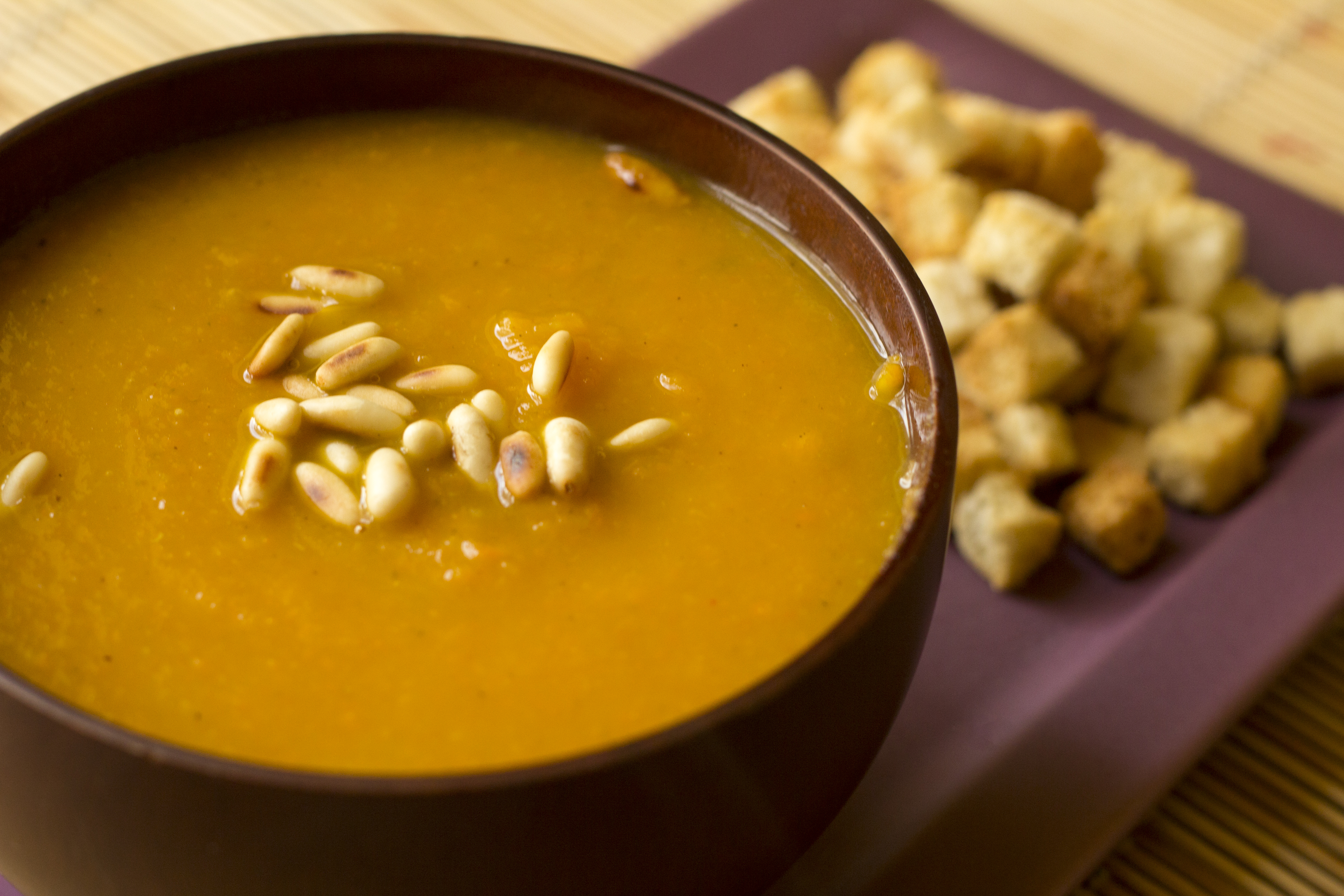
یک سوپ سیب و هویج
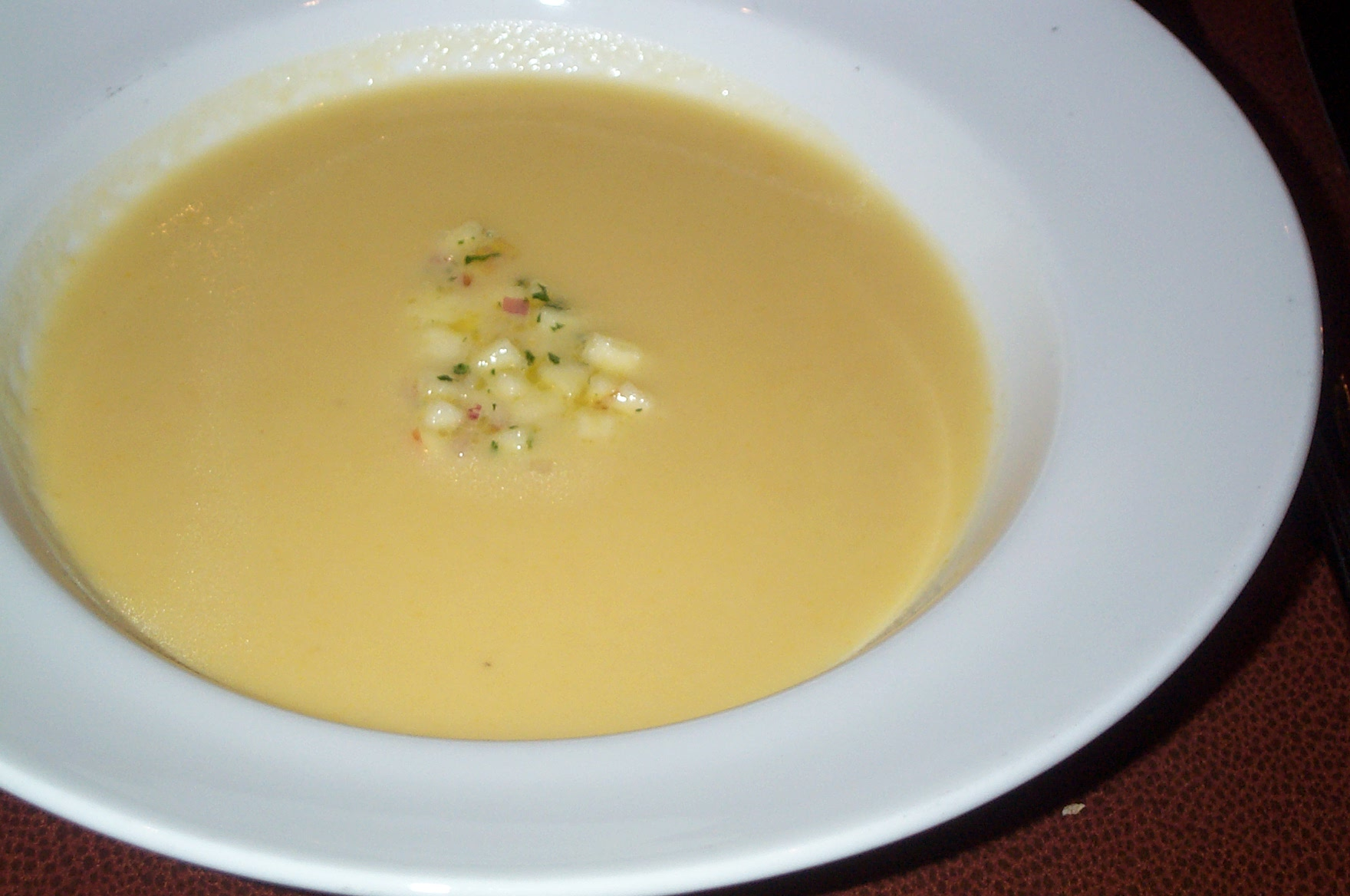
یک سوپ سیب و ازگیل با طعم سیب